# Río Bamba
Río Bamba es una localidad situada en el departamento Presidente Roque Sáenz Peña, provincia de Córdoba, Argentina.
Se encuentra ubicada sobre la Ruta Nacional N 147, a 390 km de la Ciudad de Córdoba.
La principal actividad económica de la localidad es la agricultura seguida por la ganadería, siendo el principal cultivo la soja.

## Población
Cuenta con 103 habitantes (Indec, 2022), lo que no representa incremento ni descenso frente a los 103 habitantes (Indec, 2010) del censo anterior.
| Gráfica de evolución demográfica de Río Bamba entre 1991 y 2022 |
|                                                                 |
| Fuente: Censos nacionales del INDEC                             |